# Albin Lagergren
Albin Lagergren (født 11. september 1992 i Varberg, Sverige) er en svensk håndboldspiller som spiller for SC Magdeburg og Sveriges herrehåndboldlandshold.
Han deltog under EM i 2018 i Kroatien, og VM 2021 i Egypten.